# Río Gállego (vattendrag i Spanien, Aragonien)
Río Gállego är ett vattendrag i Spanien.   Det ligger i regionen Aragonien, i den nordöstra delen av landet, 270 km nordost om huvudstaden Madrid.